# Liste des résolutions du Conseil de sécurité des Nations unies adoptées en 1986
Les résolutions du Conseil de sécurité des Nations unies sont les décisions qui sont votées par le Conseil de sécurité des Nations unies.
Une telle résolution est acceptée si au moins neuf des quinze membres (depuis le 17 décembre 1963, 11 membres avant cette date) votent en sa faveur et si aucun des membres permanents qui sont la Chine, les États-Unis, la France, le Royaume-Uni et l'Union soviétique (la Russie depuis 1991) n'émet de vote contre (qui est désigné couramment comme un veto).

## Résolutions 581 à 593
- Résolution 581 : Afrique du Sud (adoptée le 13 février 1986).
- Résolution 582 : Irak-République islamique d'Iran (adoptée le 24 février 1986).
- Résolution 583 : Israël-Liban (18 avril 1986).
- Résolution 584 : Israël-République arabe syrienne (adoptée le 29 mai 1986).
- Résolution 585 : Chypre (adoptée le 13 juin 1986).
- Résolution 586 : Israël-Liban (adoptée le 18 juillet 1986).
- Résolution 587 : Israël-Liban (adoptée le 23 septembre 1986).
- Résolution 588 : Irak-République islamique d'Iran (adoptée le 8 octobre 1986).
- Résolution 589 : élection du Secrétaire Général (adoptée le 10 octobre 1986).
- Résolution 590 : Israël-République arabe syrienne (adoptée le 26 novembre 1986).
- Résolution 591 : Afrique du Sud (adoptée le 28 novembre 1986).
- Résolution 592 : territoires occupés par Israël (adoptée le 8 décembre 1986).
- Résolution 593 : Chypre (adoptée le 11 décembre 1986).